# Marian Konieczny (ur. 1937)
Marian Konieczny (ur. 3 listopada 1937 w Górach) – polski górnik, poseł na Sejm PRL VII kadencji.

## Życiorys
Uzyskał wykształcenie podstawowe. Podjął pracę jako górnik w Kopalni Węgla Kamiennego „Sosnowiec”. W 1962 wstąpił do Polskiej Zjednoczonej Partii Robotniczej. W 1976 uzyskał mandat posła na Sejm PRL w okręgu Sosnowiec. Zasiadał w Komisji Górnictwa, Energetyki i Chemii oraz w Komisji Pracy i Spraw Socjalnych.